# Grand Prix-wegrace van Groot-Brittannië 1982
De Grand Prix-wegrace van Groot-Brittannië 1982 was de negende Grand Prix van het wereldkampioenschap wegrace-seizoen 1982. De races werden verreden op 1 augustus 1982 op het Silverstone circuit nabij Silverstone (Northamptonshire). 

## Algemeen
De 500cc-wereldtitel werd voor een deel al in de trainingen op woensdag voor de Britse Grand Prix beslist, toen zowel Barry Sheene als Jack Middelburg gewond raakten. Die training was voor een bedrag van 110 gulden opengesteld voor iedereen die de baan op wilde en ongeveer 80 rijders met motoren van 125- tot 500 cc namen eraan deel. Net achter het hoogste punt aan het einde van Farm Straight botste Patrick Igoa op Gerhard Waibel. Igoa's machine kaatste terug op de baan, net voor de aanstormende Sheene en Middelburg. Zij konden de machine niet ontwijken en kwamen hard ten val. Pas na twintig minuten arriveerde de eerste ambulance. Igoa had een gebroken sleutelbeen en Middelburg had schaaf- en brandwonden en gekneusde tenen, maar Sheene moest een acht uur durende operatie ondergaan, waarbij de artsen zijn beide benen ternauwernood wisten te behouden. Een chirurg verklaarde dat toen het been onder de knie werd opengemaakt, de botjes er gewoon uit rolden. Daarnaast had hij een gecompliceerde polsbreuk. Sheene zou ten minste twee maanden uitgeschakeld zijn en zijn kansen op de wereldtitel waren verkeken. Het was juist de race dat Barry Sheene voor het eerst de beschikking had over een Yamaha OW 61-W-4. Martin Wimmer trainde zowel in de 250- als de 350cc-klasse als snelste en won in de 250cc-race zijn eerste Grand Prix. Dat gold ook voor Egbert Streuer en Bernard Schnieders in de zijspanrace. Zij profiteerden van het uitvallen van de combinatie Rolf Biland/Kurt Waltisperg. Een zware val van Kenny Roberts in de 500cc-race betekende dat er nog slechts een theoretische kans was dat de wereldtitel Franco Uncini zou kunnen ontgaan. Ook Roberts bleek (achteraf) voor de rest van het seizoen te zijn uitgeschakeld.  

## 500 cc
Kenny Roberts stond op poleposition, maar zijn machine, met nieuwe carburateurs, wilde niet aanslaan en hij startte in het achterveld. Tot ieders verrassing nam Stu Avant met zijn tamelijk oude privé-Suzuki RG 500 de leiding. De baan was nog wat vochtig, vooral de witte steentjes langs de rand. Roberts kwam daar in de eerste bocht (Copse) op terecht, zijn achterwiel sloeg weg en Roberts werd van zijn motorfiets geworpen. Zijn race had minder dan 400 meter geduurd. Avant werd al snel terechtgewezen door Takazumi Katayama, Marc Fontan en Franco Uncini. Intussen waren de marshals druk met het blussen van de motor van Graham Wood (tegelijk met Roberts gevallen) en het afvoeren van de gewonde Roberts. Nog voordat de eerste ronde voltooid was had Uncini de leiding overgenomen voor Katyama, Fontan, Reggiani, Spencer en de ook al geblesseerde Graeme Crosby Spencer rukte al snel op naar de tweede plaats, terwijl Crosby werd gepasseerd door Kork Ballington en Crosby verloor de aansluiting bij de groep achtervolgers, terwijl Uncini's voorsprong steeds groter werd. In de tweede groep kwam Crosby zelfs achter Randy Mamola en Virginio Ferrari terecht, terwijl Fontan nog achter hem zat. In de tweede helft van de race verdween de pijn in zijn handen en begon Crosby zich opnieuw naar voren te vechten. Hij passeerde de hele achtervolgende groep binnen enkele ronden, reed de snelste ronde en werd toch nog derde. 

### Uitslag 500 cc
| Pos | Coureur            | Merk               | Tijd     | Grid     | Punten |
| --- | ------------------ | ------------------ | -------- | -------- | ------ |
| 1   | Franco Uncini      | Gallina-Suzuki     | 42"49'64 | 2        | 15     |
| 2   | Freddie Spencer    | RSC-Honda          | 42"56'07 | 3        | 12     |
| 3   | Graeme Crosby      | Marlboro-Yamaha    | 43"03'38 | 4        | 10     |
| 4   | Loris Reggiani     | Gallina-Suzuki     | 43"04'82 |          | 8      |
| 5   | Randy Mamola       | HB-Suzuki          | 43"05'04 | 7        | 6      |
| 6   | Virginio Ferrari   | Gallina-Suzuki     |          | 9        | 5      |
| 7   | Kork Ballington    | Kawasaki           |          |          | 4      |
| 8   | Marc Fontan        | Sonauto-Yamaha     |          | 6        | 3      |
| 9   | Leandro Becheroni  | Suzuki             |          |          | 2      |
| 10  | Chris Guy          | Suzuki             |          |          | 1      |
| 11  | Andreas Hofmann    | Suzuki             |          |          |        |
| 12  | Dave Dean          | Suzuki             |          |          |        |
| 13  | Jon Ekerold        | Cagiva             |          | 10       |        |
| 14  | Gary Lingham       | Suzuki             |          |          |        |
| 15  | Ron Haslam         | R&D-Honda          |          |          |        |
| 16  | Iwao Ishikawa      | Suzuki             |          |          |        |
| 17  | Marco Lucchinelli  | RSC-Honda          |          |          |        |
| 18  | Steve Parrish      | Yamaha             |          |          |        |
| 19  | Steve Henshaw      | Suzuki             |          |          |        |
| 20  | Philippe Coulon    | Suzuki             |          |          |        |
| 21  | Stuart Avant       | Suzuki             |          |          |        |
| 26  | Guido Paci         | Yamaha             |          |          |        |
| DNF | Kenny Roberts      | Yamaha             | Val      | 1        |        |
| DNF | Graham Wood        | Yamaha             | Val      |          |        |
| DNF | Takazumi Katayama  | RSC-Honda          |          | 8        |        |
| DNF | Sergio Pellandini  | Suzuki             |          |          |        |
| DNF | Franck Gross       | Suzuki             |          |          |        |
| DNF | Seppo Rossi        | Suzuki             |          |          |        |
| DNF | Peter Sjöström     | Suzuki             |          |          |        |
| DNF | Graziano Rossi     | Marlboro-Yamaha    |          |          |        |
| DNF | Peter Looijesteijn | Suzuki             |          | 46       |        |
| DNF | Keith Huewen       | Suzuki             |          |          |        |
| DNF | Denis Ireland      | Suzuki             |          |          |        |
| DNF | Rob McElnea        | Suzuki             |          |          |        |
| DNF | Con Law            | Yamaha             |          |          |        |
| DNF | Giovanni Pelletier | Morbidelli         |          |          |        |
| DNS | Raymond Roche      | Suzuki             |          |          |        |
| DNS | Víctor Palomo      | Suzuki             |          |          |        |
| DNS | Boet van Dulmen    | Suzuki             |          | 5        |        |
| DNQ | Barry Sheene       | John Player-Yamaha | Blessure | Blessure |        |
| DNQ | Jack Middelburg    | HB-Suzuki          | Blessure | Blessure |        |
| DNQ | Michel Frutschi    | Sanvenero          |          |          |        |

### Top tien WK-tussenstand 500 cc
| Pos. | Coureur           | Motorfiets         | Ptn. |
| ---- | ----------------- | ------------------ | ---- |
| 1    | Franco Uncini     | Gallina-Suzuki     | 103  |
| 2    | Kenny Roberts     | Yamaha             | 68   |
| 2    | Barry Sheene      | John Player-Yamaha | 68   |
| 4    | Freddie Spencer   | RSC-Honda          | 57   |
| 5    | Graeme Crosby     | Marlboro-Yamaha    | 56   |
| 6    | Marco Lucchinelli | RSC-Honda          | 26   |
| 6    | Randy Mamola      | Suzuki             | 26   |
| 8    | Takazumi Katayama | RSC-Honda          | 25   |
| 9    | Kork Ballington   | Kawasaki           | 22   |
| 10   | Michel Frutschi   | Sanvenero          | 17   |

## 350 cc
Martin Wimmer reed de snelste 350cc-trainingstijd, maar zijn start mislukte omdat zijn machine niet meteen aansloeg. Nu vormde zich een kopgroep met Toni Mang, Alan North en Didier de Radiguès, op enkele seconden gevolgd door een tweede groep met Jean-François Baldé, Carlos Lavado, Donnie Robinson, Christian Sarron, Jeffrey Sayle en Andy Watts. Toen deze groep het gat had gedicht ontstond er een geweldig gevecht waarbij regelmatig van positie werd gewisseld. Jeffrey Sayle ging onderuit in Becketts Corner en even later raakten De Radiguès en North elkaar waarbij Alan North ten val kwam. Wimmer had intussen ook aansluiting gevonden maar ook hij viel in Becketts Corner. Baldé had intussen wat afwachtend gereden, maar tegen het einde nam hij de leiding en hij won de race, waardoor hij ook aan de leiding van het wereldkampioenschap kwam. 

### Uitslag 350 cc
| Pos | Coureur             | Merk                 | Tijd     | Grid     | Punten |
| --- | ------------------- | -------------------- | -------- | -------- | ------ |
| 1   | Jean-François Baldé | Kawasaki             | 38"25'75 | 5        | 15     |
| 2   | Didier de Radiguès  | Chevallier-Yamaha    | 38"26'71 | 7        | 12     |
| 3   | Toni Mang           | Kawasaki             | 38"26'87 | 2        | 10     |
| 4   | Carlos Lavado       | Yamaha               | 38"27'80 |          | 8      |
| 5   | Christian Sarron    | Yamaha               | 38"28'02 | 6        | 6      |
| 6   | Andy Watts          | Yamaha               |          |          | 5      |
| 7   | Donnie Robinson     | Spondon-Yamaha       |          | 4        | 4      |
| 8   | Tony Head           | Yamaha               |          | 8        | 3      |
| 9   | Pekka Nurmi         | Yamaha               |          |          | 2      |
| 10  | Steve Tonkin        | Armstrong            |          |          | 1      |
| 11  | Mar Schouten        | Yamaha               |          | 19       |        |
| 12  | Karl-Thomas Grässel | Yamaha               |          |          |        |
| 13  | Gustav Reiner       | Bimota-Solo          |          |          |        |
| 14  | Graham Young        | Yamaha               |          |          |        |
| 15  | Wolfgang von Muralt | Bimota-Yamaha        |          | 18       |        |
| 16  | Siegfried Minich    | Yamaha               |          |          |        |
| 17  | Eric Saul           | Chevallier-Yamaha    |          |          |        |
| 18  | Paul Tinker         | Yamaha               |          |          |        |
| 19  | Eero Hyvärinen      | Yamaha               |          |          |        |
| 20  | Reino Eskelinen     | Yamaha               |          |          |        |
| 21  | Donnie McLeod       | Yamaha               |          |          |        |
| 22  | René Delaby         | Yamaha               |          |          |        |
| 23  | Jacques Bolle       | Yamaha               |          |          |        |
| 24  | Phil Mellor         | Yamaha               |          |          |        |
| DNF | Alan North          | Bimota-Yamaha        | Val      | 3        |        |
| DNF | Patrick Fernandez   | Bimota-Bartol        |          |          |        |
| DNF | Jeffrey Sayle       | Armstrong            | Val      | 10       |        |
| DNF | Martin Wimmer       | Yamaha               | Val      | 1        |        |
| DNF | Massimo Matteoni    | Bimota-Yamaha        |          |          |        |
| DNF | Clive Horton        | Armstrong            |          | 9        |        |
| DNF | Rob McElnea         | Yamaha               |          |          |        |
| DNF | Simon Buckmaster    | Yamaha               |          |          |        |
| DNS | Graeme McGregor     | Waddon Ehrlich-Rotax | Blessure | Blessure |        |
| DNS | Gary Padgett        | Yamaha               | Blessure | Blessure |        |
| DNQ | Jacques Cornu       | Yamaha               |          |          |        |

### Top tien WK-tussenstand 350 cc
| Pos. | Coureur             | Motorfiets        | Ptn. |
| ---- | ------------------- | ----------------- | ---- |
| 1    | Jean-François Baldé | Kawasaki          | 57   |
| 2    | Didier de Radiguès  | Chevallier-Yamaha | 49   |
| 3    | Toni Mang           | Kawasaki          | 42   |
| 4    | Carlos Lavado       | Yamaha            | 35   |
| 5    | Eric Saul           | Chevallier-Yamaha | 32   |
| 6    | Alan North          | Bimota-Yamaha     | 23   |
| 7    | Patrick Fernandez   | Bimota-Bartol     | 18   |
| 8    | Jacques Cornu       | Yamaha            | 17   |
| 9    | Gustav Reiner       | Bimota-Yamaha     | 14   |
| 10   | Martin Wimmer       | Yamaha            | 12   |
| 10   | Jeffrey Sayle       | Armstrong         | 12   |
| 10   | Christian Sarron    | Yamaha            | 12   |

## 250 cc
Twee ronden reed Jean-Louis Guignabodet aan de leiding van de 250cc-race, maar toen nam Martin Wimmer de koppositie over om ze niet meer af te staan. Aanvankelijk lagen de Pernod-rijders Thierry Espié en Christian Estrosi op de derde en de vierde plaats, maar zij werden bijgehaald door een groep met 
Paolo Ferretti, Roland Freymond, Carlos Lavado, Toni Mang, Didier de Radiguès en Jean-Louis Tournadre. Uiteindelijk werd Mang tweede voor Tournadre, die zich beperkt had tot volgen en pas in de laatste ronde de derde plaats pakte, genoeg om aan de leiding van het WK te blijven. 

### Uitslag 250 cc
| Pos | Coureur                | Merk                 | Tijd       | Grid     | Punten |
| --- | ---------------------- | -------------------- | ---------- | -------- | ------ |
| 1   | Martin Wimmer          | Spondon-Yamaha       | 38"38'89   | 1        | 15     |
| 2   | Toni Mang              | Kawasaki             | 38"39'98   | 4        | 12     |
| 3   | Jean-Louis Tournadre   | Yamaha               | 38"42'38   |          | 10     |
| 4   | Roland Freymond        | MBA                  | 38"42'38   | 2        | 8      |
| 5   | Jean-Louis Guignabodet | Kawasaki             | 38"42'73   | 6        | 6      |
| 6   | Thierry Espié          | Pernod               |            |          | 5      |
| 7   | Paolo Ferretti         | MBA                  |            |          | 4      |
| 8   | Carlos Lavado          | Yamaha               |            | 10       | 3      |
| 9   | Christian Estrosi      | Pernod               |            | 8        | 2      |
| 10  | Didier de Radiguès     | Chevallier-Yamaha    |            | 5        | 1      |
| 11  | Etienne Geeraerd       | Armstrong            |            | 7        |        |
| 12  | Patrick Fernandez      | Bimota-Bartol        |            |          |        |
| 13  | Jean-François Baldé    | Kawasaki             |            | 3        |        |
| 14  | Pete Wild              | Yamaha               |            |          |        |
| 15  | Donnie Robinson        | Spondon-Yamaha       |            |          |        |
| 16  | Tadasu Ikeda           | Yamaha               |            |          |        |
| 17  | Jean-Marc Toffolo      | Rotax                |            | 9        |        |
| 18  | Paul Harris            | Yamaha               |            |          |        |
| 19  | Richard Schlachter     | Yamaha               |            |          |        |
| 20  | Donnie McLeod          | Yamaha               |            |          |        |
| 21  | Pierre Bolle           | Yamaha               |            |          |        |
| 22  | Maurizio Vitali        | MBA                  |            |          |        |
| 23  | Jeffrey Sayle          | Armstrong            |            |          |        |
| 24  | Steve Tonkin           | Armstrong            |            |          |        |
| DNF | Christian Sarron       | Yamaha               |            |          |        |
| DNF | Sito Pons              | Kobas-Rotax          |            |          |        |
| DNF | Graeme McGregor        | Waddon Ehrlich-Rotax | Blessure   | Blessure |        |
| DNF | Jacques Bolle          | Yamaha               |            |          |        |
| DNF | Massimo Matteoni       | Bimota-Yamaha        |            |          |        |
| DNF | Jean-Michel Mattioli   | Yamaha               |            |          |        |
| DNF | Gabriel Grabia         | Yamaha               |            |          |        |
| DNF | Mar Schouten           | MBA                  | Afstelling | 18       |        |
| DNF | Hans Müller            | MBA                  |            |          |        |
| DNF | Clive Horton           | Armstrong            |            |          |        |
| DNF | Siegfried Minich       | Rotax                |            |          |        |
| DNS | Antonio Neto           | Yamaha               |            |          |        |
| DNQ | Patrick Igoa           | Onbekend             | Blessure   | Blessure |        |
| DNQ | Jacques Cornu          | Yamaha               |            |          |        |

### Top tien WK-tussenstand 250 cc
| Pos. | Coureur                | Motorfiets        | Ptn. |
| ---- | ---------------------- | ----------------- | ---- |
| 1    | Jean-Louis Tournadre   | Yamaha            | 74   |
| 2    | Toni Mang              | Kawasaki          | 67   |
| 3    | Roland Freymond        | MBA               | 39   |
| 4    | Jeffrey Sayle          | Armstrong         | 27   |
| 5    | Didier de Radiguès     | Chevallier-Yamaha | 26   |
| 5    | Jean-Louis Guignabodet | Kawasaki          | 26   |
| 7    | Martin Wimmer          | Spondon-Yamaha    | 25   |
| 8    | Paolo Ferretti         | MBA               | 22   |
| 9    | Carlos Lavado          | Yamaha            | 18   |
| 10   | Graeme McGregor        | Waddon-Rotax      | 17   |

## 125 cc
De 125cc-race vormde de dagsluiter van de Britse GP en de strijd om de eerste twee plaatsen was erg spannend. Ze ging tussen Ángel Nieto (Garelli) en Ricardo Tormo (Sanvenero). Nieto won uiteindelijk, maar hij stak zijn armen bijna te vroeg in de lucht. Daardoor was het verschil op de finishlijn slechts een honderdste seconde.

### Uitslag 125 cc
| Pos | Coureur              | Merk       | Tijd     | Punten   |
| --- | -------------------- | ---------- | -------- | -------- |
| 1   | Ángel Nieto          | Garelli    | 33"30'90 | 15       |
| 2   | Ricardo Tormo        | Sanvenero  | 33"30'91 | 12       |
| 3   | Pier Paolo Bianchi   | Sanvenero  | 33"41'13 | 10       |
| 4   | Eugenio Lazzarini    | Garelli    | 34"01'82 | 8        |
| 5   | Iván Palazzese       | MBA        | 34"10'23 | 6        |
| 6   | Pierluigi Aldrovandi | MBA        |          | 5        |
| 7   | Hans Müller          | MBA        |          | 4        |
| 8   | August Auinger       | Bartol-MBA |          | 3        |
| 9   | Bruno Kneubühler     | MBA        |          | 2        |
| 10  | Willy Pérez          | MBA        |          | 1        |
| 15  | Anton Straver        | MBA        |          |          |
| 22  | Willem Heykoop       | MBA        |          |          |
| DNQ | Gerhard Waibel       | Seel-MBA   | Blessure | Blessure |

### Top tien WK-tussenstand 125 cc
| Pos. | Coureur              | Motorfiets | Ptn. |
| ---- | -------------------- | ---------- | ---- |
| 1    | Ángel Nieto          | Garelli    | 106  |
| 2    | Eugenio Lazzarini    | Garelli    | 62   |
| 3    | Pier Paolo Bianchi   | Sanvenero  | 59   |
| 4    | Ricardo Tormo        | Sanvenero  | 48   |
| 5    | Pierluigi Aldrovandi | MBA        | 44   |
| 6    | Hans Müller          | MBA        | 41   |
| 7    | Iván Palazzese       | MBA        | 33   |
| 8    | Jean-Claude Selini   | MBA        | 29   |
| 9    | August Auinger       | Bartol-MBA | 28   |
| 10   | Hugo Vignetti        | Sanvenero  | 26   |

## Zijspannen
De zijspanklasse was bij de meeste GP's de dagsluiter, maar in het Verenigd Koninkrijk was ze zo populair dat ze als tweede race werd verreden en zelfs rechtstreeks door de BBC werd uitgezonden. Rolf Biland was zoals altijd trainingssnelste, maar in de race reed hij slechts één ronde op kop. Toen kwam hij de pit binnen met een gat in een zuiger en een kapotte ontsteking. Egbert Streuer en Bernard Schnieders kwamen op kop en konden die ook tamelijk gemakkelijk vasthouden. Achter hen reed Derek Jones, maar die had grote moeite met het tempo, stond een aantal keren dwars uiteindelijk kantelde de combinatie in Woodcott's. Nu werden Werner Schwärzel/Andreas Huber tweede, voor Steve Abbott en Shaun Smith, die pas hun tweede GP van het seizoen reden. Trevor Ireson was eerst in gevecht geweest met Schwärzel, maar viel uit door een gebroken drijfstang. Ook andere kampioenskandidaten vielen uit: Michel/Burkhardt (ook door een drijfstang) en Taylor/Johansson (vastloper). 

### Uitslag zijspannen
| Pos | Coureur           | Bakkenist          | Merk                  | Tijd              | Punten            |
| --- | ----------------- | ------------------ | --------------------- | ----------------- | ----------------- |
| 1   | Egbert Streuer    | Bernard Schnieders | LCR-Yamaha            | 31"57'43          | 15                |
| 2   | Werner Schwärzel  | Andreas Huber      | Krauser-Seymaz-Yamaha | 32"38'17          | 12                |
| 3   | Steve Abbott      | Shaun Smith        | Yamaha                | 32"41'43          | 10                |
| 4   | Mick Barton       | Nick Cutmore       | Yamaha                | 33"07'02          | 8                 |
| 5   | Gordon Nottingham | Steve Johnson      | Windle-Yamaha         | 33"08'02          | 6                 |
| 6   | Dennis Bingham    | Julia Bingham      | Yamaha                |                   | 5                 |
| 7   | Gérald Corbaz     | Yvan Hunziker      | Seymaz-Yamaha         |                   | 4                 |
| 8   | Derek Bayley      | Bob Bryson         | Yamaha                |                   | 3                 |
| 9   | Mick Boddice      | Chas Birks         | Windle-Yamaha         |                   | 2                 |
| 10  | Masato Kumano     | Kunio Takeshima    | LCR-Yamaha            |                   | 1                 |
| 15  | Hein van Drie     | Charles Vroegop    | LCR-Yamaha            |                   |                   |
| DNF | Rolf Biland       | Kurt Waltisperg    | Krauser-LCR-Yamaha    | Zuiger/ontsteking | Zuiger/ontsteking |
| DNF | Derek Jones       | Brian Ayres        | LCR-Yamaha            | Ongeluk           | Ongeluk           |
| DNF | Alain Michel      | Michael Burkhardt  | Krauser-Seymaz-Yamaha | Drijfstang        | Drijfstang        |
| DNF | Jock Taylor       | Benga Johansson    | Fowler-Windle-Yamaha  | Vastloper         | Vastloper         |
| DNF | Trevor Ireson     | Donnie Williams    | Ireson-Yamaha         | Drijfstang        | Drijfstang        |

### Top tien WK-tussenstand zijspanklasse
| Pos. | Coureur          | Bakkenist          | Motorfiets            | Ptn. |
| ---- | ---------------- | ------------------ | --------------------- | ---- |
| 1    | Rolf Biland      | Kurt Waltisperg    | Krauser-LCR-Yamaha    | 45   |
| 2    | Werner Schwärzel | Andreas Huber      | Krauser-Seymaz-Yamaha | 40   |
| 3    | Egbert Streuer   | Bernard Schnieders | LCR-Yamaha            | 33   |
| 4    | Alain Michel     | Michael Burkhardt  | Krauser-Seymaz-Yamaha | 24   |
| 5    | Jock Taylor      | Benga Johansson    | Fowler-Windle-Yamaha  | 23   |
| 6    | Steve Abbott     | Shaun Smith        | Yamaha                | 16   |
| 7    | Dennis Bingham   | Julia Bingham      | Yamaha                | 11   |
| 8    | Patrick Thomas   | Jean-Marc Fresc    | Seymaz-Yamaha         | 10   |
| 9    | Mick Barton      | Nick Cutmore       | Yamaha                | 8    |
| 10   | Mick Boddice     | Chas Birks         | Windle-Yamaha         | 7    |
| 10   | Albert Giesemann | Thomas Riedel      | LCR-Yamaha            | 7    |
| 10   | Masato Kumano    | Kunio Takeshima    | LCR-Yamaha            | 7    |

## Trivia

### Waddon
Joe Ehrlich had de Waddon-Rotax-racers ontwikkeld, maar kon maar moeilijk coureurs vinden die ermee wilden rijden. Voor de TT van Man had hij de machine aangeboden aan Graeme McGregor, die voor de eer bedankte. Daarop kreeg Con Law de motorfiets en hij won er de Junior 250 cc TT mee. Richard Schlachter reed de machine in het wereldkampioenschap wegrace maar stapte over op een Yamaha. Zo kwam de machine vanaf de Belgische GP toch bij McGregor terecht, die er tweede mee werd. Ehrlich wilde echter vooral goed voor de dag komen in zijn thuis-GP en liet McGregor de Joegoslavische GP overslaan om de 250- en 350cc-racers optimaal te kunnen voorbereiden voor de Britse Grand Prix. Tijdens de training op zaterdagmiddag viel McGregor echter bij Copse Corner tegen een houten paal waarbij hij zijn dijbeen brak. 

### Jean-François Baldé
Jean-François Baldé stond aan de leiding van het 350cc-WK, maar in de 250cc-klasse had hij na zijn tweede plaats in de GP van Argentinië geen punt meer gescoord. In de training van Silverstone stond hij lange tijd eerste en hij dacht het lek boven te hebben, maar op het laatste moment werd hij gepasseerd door Martin Wimmer en Roland Freymond. Hij startte toch als derde, maar kon opnieuw niet meekomen en finishte slechts als dertiende.

### Boet van Dulmen
Bij de start van de 500cc-race zat Boet van Dulmen eenzaam op een stoeltje voor de pit. Hij had zich als vijfde gekwalificeerd voor de race, maar tijdens de trainingen was zijn privé-Suzuki RG 500 al eens vastgelopen en in de opwarmronde voor de race brandde er een gat in een zuiger en sloeg de motor opnieuw vast.  

### Uncini wereldkampioen?
Formeel was Franco Uncini na de racedag (1 augustus) nog geen wereldkampioen, maar Kenny Roberts had slechts een week om te herstellen van zijn verdraaide knie en geblesseerde pink. Op woensdag 4 april moest hij echter een tweede operatie aan zijn pink ondergaan en onmiddellijk daarna vertrok hij naar de Verenigde Staten. Dat was het moment dat Uncini zeker was van zijn wereldtitel, want zijn tweede concurrent, Barry Sheene, was zeker twee maanden uitgeschakeld. Zowel Sheene als Roberts zouden - als ze op 5 september bij de Grand Prix van San Marino fit zouden zijn, maximaal 98 punten kunnen scoren. Uncini had na de Britse Grand Prix al 103 punten.

### Ángel Nieto
Ángel Nieto had wel een klein feestje te vieren na de Britse GP, niet alleen had hij zijn 50e 125cc-Grand Prix gewonnen, het was ook zijn 77e in totaal en daarmee passeerde hij Mike Hailwood. Hij stond nu tweede achter Giacomo Agostini, die 122 overwinningen had. Hij hoefde bovendien nog maar één punt te scoren om wereldkampioen te worden. Vooruitlopend daarop verklaarde hij dat hij na de Grand Prix van Zweden op vakantie zou gaan en zijn Garelli ter beschikking zou stellen aan Maurizio Vitali. 
1977 · 1978 · 1979 · 1980 · 1981 · 1982 · 1983 · 1984 · 1985 · 1986 · 1987 · 1988 · 1989 · 1990 · 1991 · 1992 · 1993 · 1994 · 1995 · 1996 · 1997 · 1998 · 1999 · 2000 · 2001 · 2002 · 2003 · 2004 · 2005 · 2006 · 2007 · 2008 · 2009 · 2010 · 2011 · 2012 · 2013 · 2014 · 2015 · 2016 · 2017 · 2018 · 2019 · 2021 · 2022 · 2023 · 2024 · 2025